# MADS-Box-Proteine
Die MADS-Box-Proteine sind Proteine in Eukaryoten, die genregulatorische Aufgaben erfüllen, so genannte Transkriptionsfaktoren. Die meisten MADS-Box-Proteine sind an Entwicklungsprozessen beteiligt, so zum Beispiel an der Entwicklung des Blütenstandes von Bedecktsamern. Der Name 'Box' deutet auf einen Genabschnitt in den für die Proteine codierenden Genen hin, der sich im Lauf der Evolution nicht verändert hat; entsprechend ist auch ein Teil der Aminosäuresequenz in allen diesen Proteinen gleich. Dies ist gleichzeitig die für die Funktion der Proteine ausschlaggebende Proteindomäne.

## Namensherkunft
Das Kurzwort MADS setzt sich aus den Anfangsbuchstaben der Gene zusammen, in denen das Sequenzelement zuerst gefunden wurde:
- MCM1 in der Backhefe, Saccharomyces cerevisiae,
- AGAMOUS in der Acker-Schmalwand, Arabidopsis thaliana,
- DEFICIENS im Großen Löwenmaul Antirrhinum majus,[4]
- SRF im Menschen, Homo sapiens.

Das tatsächlich zuerst gefundene MADS-Protein ist allerdings ARG80 aus der Bäckerhefe.

## Funktion
In Pflanzen haben MADS-Box-Gene eine beachtliche Verbreitung. Sie sind unter anderem in pflanzlichen homöotischen Genen zu finden (wie AGAMOUS und DEFICIENS), welche an der Herausbildung der pflanzlichen Organidentität beteiligt sind. Ein Beispiel hierfür ist die Festlegung der Blütenorgane.
Es wurde gezeigt, dass die MADS-Box-Gene SOC1 und FLC in Arabidopsis eine wichtige Rolle bei der zeitlichen Festlegung der Blütezeit spielen und dabei mitwirken, dass die Fruchtbarkeit dann gewährleistet ist, wenn Reproduktionserfolg am wahrscheinlichsten ist.

## Eigenschaften
Typische Längen der MADS-Box sind 168 bis 180 Basenpaare. Die entsprechende MADS-Domäne im MADS-Box-Protein hat DNA-bindende Eigenschaften und reguliert so die Transkription anderer Proteine.